# Ерік Блек
Ерік Блек (англ. Eric Black, нар. 1 жовтня 1963, Беллсгілл) — шотландський футболіст, що грав на позиції нападника. По завершенні ігрової кар'єри — тренер.
Виступав за клуби «Абердин» та «Мец», а також національну збірну Шотландії.
Дворазовий чемпіон Шотландії. Чотириразовий володар Кубка Шотландії. Володар Кубка шотландської ліги. Володар Кубка Франції. Володар Кубка французької ліги. Володар Кубка Кубків УЄФА. Володар Суперкубка УЄФА.

## Клубна кар'єра
У дорослому футболі дебютував 1981 року виступами за «Абердин», який очолював Алекс Фергюсон. З ним Блек виграв Кубок володарів кубків у 1983 році перемігши «Реал Мадрид» у фіналі (2:1), в якому 19-річний Блек забив перший гол. В грудні того ж року Ерік з командою став також і володарем Суперкубка УЄФА. Загалом Блек у рідному клубі провів п'ять сезонів, взявши участь у 180 матчах чемпіонату, в яких забив 70 голів. За цей час двічі виборював титул чемпіона Шотландії, ставав володарем Кубка Шотландії (4 рази) та Кубка шотландської ліги.
1986 року перейшов до клубу «Мец», за який відіграв 5 сезонів. Завершив професійну кар'єру футболіста виступами за команду «Мец» у 1991 році через хронічну травму спини. Пізніше Алекс Фергюсон визнав, що проблеми з травмою, які мали Блек та інші молоді гравці, якими він керував в «Абердині», були внаслідок того, що вони грали надмірну кількість ігор у молодому віці. Всього Блек провів 85 матчів за «Мец», забивши 26 голів.

## Виступи за збірні
Протягом 1983—1985 років залучався до складу молодіжної збірної Шотландії. На молодіжному рівні зіграв у 8 офіційних матчах.
1987 року зіграв у двох матчах у складі національної збірної Шотландії — проти Угорщини і Люксембургу.

## Кар'єра тренера
Після завершення ігрової кар'єри працював тренером і помічником менеджера в «Селтіку», залишивши клуб, коли головний тренер Джон Барнс був звільнений у лютому 2000 року.
16 жовтня 2001 року Блек очолив тренерський штаб клубу «Мотервелл», але вже 24 квітня 2002 року покинув клуб. Після цього з 11 грудня 2003 по 3 травня 2004 року був головним тренером команди «Ковентрі Сіті».
У липні 2004 року Блек приєднався до «Бірмінгем Сіті» як помічник керівника Стіва Брюса. Після того, як Брюс перейшов у «Віган Атлетік» Блек керував командою в одному матчі у листопаді 2007 року, після чого перейшов за Брюсом у «Віган».
З червня 2009 року був помічником менеджера Брюса в «Сандерленді» і був призначений головним менеджером після від'їзду Брюса. У своїй єдиній грі «Сандерленд» програв «Вулвергемптон Вондерерз» (2:1) і 6 грудня 2011 року Блек покинув клуб.
У січні 2012 року був призначений помічником менеджера Стіва Кіна в «Блекберн Роверз», після звільнення якого також певний час попрацював як менеджер з першою командою.
У 2014 році був консультантом Баррі Фергюсона у «Блекпулі», після чого працював тренером у «Віган Атлетік».
У липні 2015 року Блек став першим тренером «Ротергем Юнайтед» з Чемпіоншипу, а після того як в вересні 2015 року менеджер Стів Еванс залишив клуб, Блек один матч керував старшою командою. Блек покинув «Ротергем» у січні 2016 року, а потім був призначений першим тренером команди «Астон Вілла». У цій команді Блек також встиг попрацювати виконувачем обов'язків головного тренера, після того, як Ремі Гард залишив команду за взаємною згодою в березні 2016 року. Ерік Блек не зумів зберегти прописку «вілланам» в Прем'єр-лізі і у червні 2016 року покинув клуб після призначення на цю посаду Роберто Ді Маттео.
30 червня 2016 року перейшов у «Саутгемптон» як помічник менеджера Клода Пауля, але залишився у клубі і після приходу Маурісіо Пельєгріно влітку 2017 року.

## Тренерська статистика
| Клуб                      | З                 | По                | Результат | Результат | Результат | Результат | Результат | Примітка             |
| Клуб                      | З                 | По                | І         | В         | Н         | П         | В%        | Примітка             |
| ------------------------- | ----------------- | ----------------- | --------- | --------- | --------- | --------- | --------- | -------------------- |
| «Мотервелл»               | 16 жовтня 2001    | 24 квітня 2002    | 27        | 7         | 4         | 16        | 25,9      | [ 23 ]               |
| «Ковентрі Сіті»           | 11 грудня 2003    | 3 травня 2004     | 26        | 12        | 4         | 10        | 46,2      | [ 23 ]               |
| «Бірмінгем Сіті» (в.о.)   | 23 листопада 2007 | 27 листопада 2007 | 1         | 0         | 0         | 1         | 00.0      | [ 9 ] [ 10 ] [ 23 ]  |
| «Сандерленд» (в.о.)       | 30 листопада 2011 | 5 грудня 2011     | 1         | 0         | 0         | 1         | 00.0      | [ 11 ] [ 23 ] [ 24 ] |
| «Блекберн Роверз» (в.о.)  | 28 вересня 2012   | 31 жовтня 2012    | 6         | 2         | 3         | 1         | 33,3      | [ 23 ] [ 25 ]        |
| «Ротергем Юнайтед» (в.о.) | 28 вересня 2015   | 9 жовтня 2015     | 1         | 0         | 0         | 1         | 00.0      | [ 23 ] [ 26 ]        |
| «Астон Вілла» (в.о.)      | 29 березня 2016   | 2 червня 2016     | 7         | 0         | 1         | 6         | 00.0      | [ 20 ] [ 23 ]        |
| Всього                    | Всього            | Всього            | 69        | 21        | 12        | 36        | 30,4      | —                    |

## Титули і досягнення
- Чемпіон Шотландії (2):

«Абердин»: 1983–84, 1984–85
- Володар Кубка Шотландії (4):

«Абердин»:  1981-82, 1982-83, 1983-84, 1985-86
- Володар Кубка шотландської ліги (1):

«Абердин»: 1985-86
- Володар Кубка Франції (1):

«Мец»: 1987-88
- Володар Кубка французької ліги (1):

«Мец»: 1986
- Володар Кубка Кубків УЄФА (1):

«Абердин»: 1982–1983
- Володар Суперкубка УЄФА (1):

«Абердин»: 1983